# Kaivosjärvet (Karesuando socken, Lappland, 757598-180359)
Kaivosjärvet är en sjö i Kiruna kommun i Lappland och ingår i Torneälvens huvudavrinningsområde.